# Anna Strasser
Anna Strasser (* 15. April 1921 in St. Valentin; † 17. Mai 2010 in St. Peter in der Au) war eine österreichische Widerstandskämpferin gegen den Nationalsozialismus.

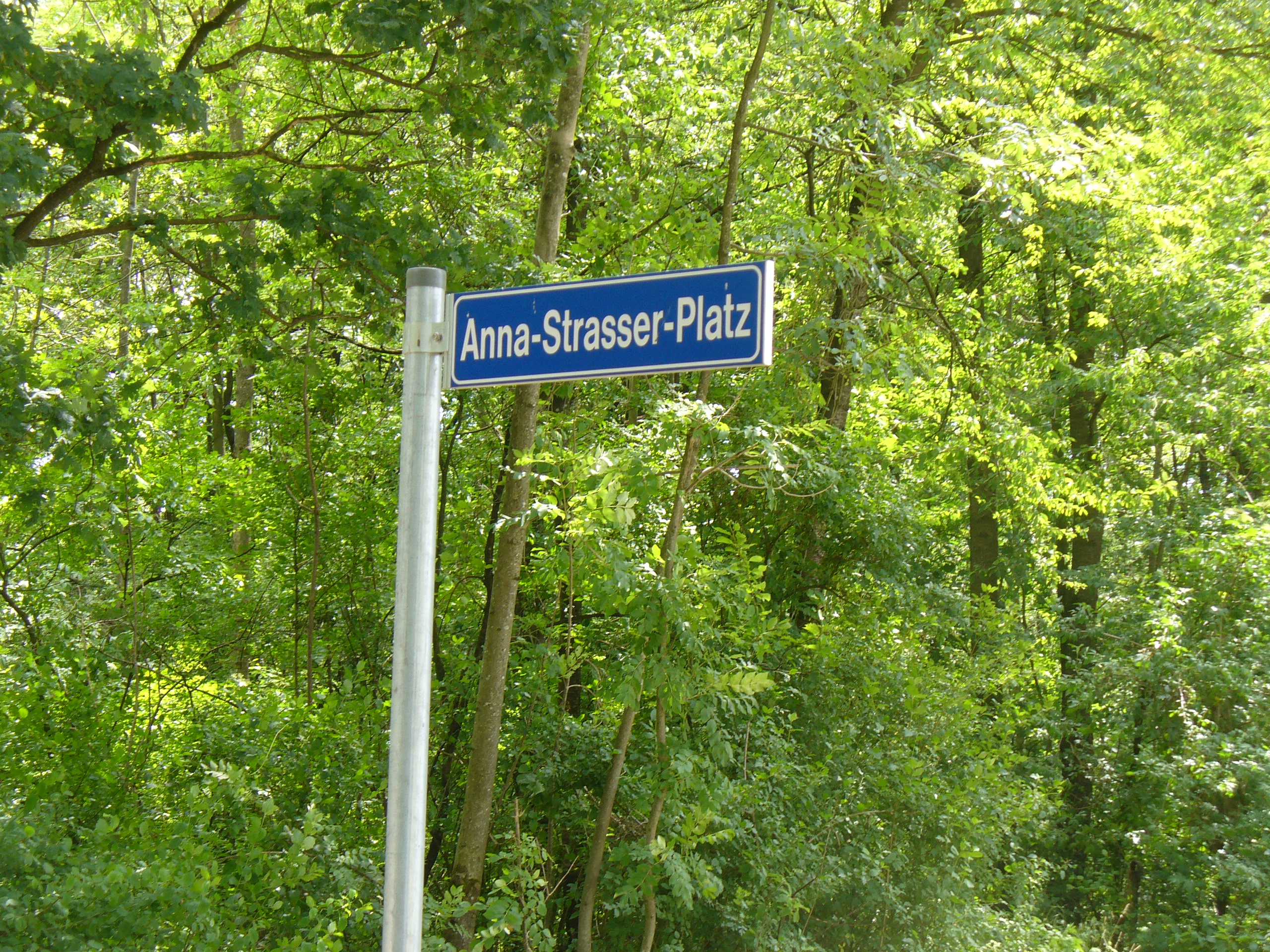
Straßenschild beim Anna-Strasser-Platz in Herzograd

## Leben
Nach einer Handels-Ausbildung arbeitete Anna Strasser ab 1939 in der Buchhaltung der Lagerhausgemeinschaft Mauthausen. Ihr Arbeitsplatz lag in der Nähe des Bahnhofs, bei dem Häftlinge des KZ Mauthausen zur Zwangsarbeit eingesetzt waren. Heimlich wurden sie von Strasser mit Lebensmitteln versorgt. 1942 wurde sie in das Nibelungenwerk nach St. Valentin dienstverpflichtet. Auch dort half sie Zwangsarbeiterinnen. Im Herbst 1944 wurde sie von der Gestapo verhaftet und kam in diverse Gefängnisse. Wegen Hochverrats sollte sie in das KZ Ravensbrück eingewiesen werden. Stattdessen kam sie jedoch in das Arbeitserziehungslager Oberlanzendorf. Strasser erkrankte schwer, konnte jedoch von einem ebenfalls im Widerstand aktiven Arzt gerettet werden. Am 1. April 1945 wurde sie freigelassen.
Nach dem Krieg arbeitete sie als Vertreterin für die Marke „Persil“ und von 1965 bis 1981 als Sekretärin beim „Marianischen Missionswerk“.

## Auszeichnungen und Ehrungen
- 1999 wurde Anna Strasser zur Ehrenbürgerin von St. Valentin ernannt.[4] 2008 wurde sie vom „Österreichischen Sozialforum“ in St. Peter geehrt und ihr eine Tiroler-Stunden-Münze gewidmet.[5]
- 2010 wurde ein Platz beim Gelände des ehemaligen Nibelungenwerks im Stadtteil Herzograd, auf dem sich auch ein Denkmal für das KZ-Außenlager St. Valentin-Herzograd befindet, nach Strasser benannt.[6]
- 2013 wurde am Geburtshaus von Anna Strasser eine Gedenktafel angebracht.[7]

## Film
- Stille Helden – Zivilcourage im Zweiten Weltkrieg. ORF-III-Dokumentation, Erstausstrahlung 18. November 2017.